# Lophospiza
Lophospiza is een geslacht van havikachtigen uit de familie Accipitridae. Deze soorten waren voorheen ondergebracht in het geslacht Accipiter (haviken en sperwers). Op grond van in 2024 gepubliceerd moleculair genetisch onderzoek bleek dat een aantal soorten uit dit geslacht geen geen gemeenschappelijke voorouder hadden en daarom in een andere onderfamilie konden worden geplaatst. Het is daarom het enige geslacht in de onderfamilie Lophospizinae.
- Lophospiza trivirgata (Temminck, 1824) –  Kuifhavik
- Lophospiza griseiceps (Kaup, 1848) – Grijskophavik

Echte haviken en sperwers (Accipitrinae) · Gieren van de Oude Wereld (Aegypiinae) · Echte arenden (Aquilinae) · Buizerdachtigen (Buteoninae) · Slangenarenden (Circaetinae) · Kiekendieven (Circinae) · Grijze wouwen en verwanten (Elaninae) · Gieren van de Oude Wereld (Gypaetinae) · Tandwouw en verwanten (Harpaginae) · Harpij-achtigen (Harpiinae) · Grijskophavik en verwanten (Lophospizinae) · Zanghaviken (Melieraxinae) · Wespendieven en verwanten (Perninae)
Grijskophavik (L. griseiceps) · Kuifhavik (L. trivirgata)